# Андрей Соломатин
Андрей Юревич Соломатин (р. 9 септември 1975) е бивш руски футболист. Играе като защитник или халф. Има 13 мача за руския национален отбор.

## Кариера
Възпитаник на ФК Торпедо Москва. През 1993 започва кариерата си във ФК ТРАСКО. Забелязан е от ръководството на ФК Локомотив Москва и не след дълго е осъществен трансфер. Соломатин прекарва най-хубавите си години в московските ФК Локомотив Москва и ЦСКА Москва. През 2001 Соломатин е купен от ЦСКА Москва. Година по-късно получава повиквателна в руския национален отбор за световното първенство в Япония и Република Корея. През сезон 2003 става шампион на Русия с ЦСКА. На следващия сезон е привлечен Сергей Игнашевич и Соломатин е продаден в Кубан. По-късно играе за ФК Криля Советов, Спартак Нижни Новгород и ФК Анжи Махачкала. През 2007 се завръща във ФК Торпедо Москва, но там изиграва само 5 мача, след което решава да завърши кариерата си. В сезон 2011 играе за аматьорския Искра Люберци. От 2014 г. е треньор на ФК Чертаново.